# Jean Foyer
Pour les articles homonymes, voir Foyer.
Jean Foyer, né le 27 avril 1921 à Contigné (Maine-et-Loire) et mort le 3 octobre 2008 à Paris (dans le 15e arrondissement) est un homme politique et juriste français. Il a été l'un des artisans de la Constitution française de 1958 et garde des Sceaux sous la présidence de Charles de Gaulle.

## Biographie

### Jeunesse et études
Jean Foyer naît en 1921. Son père est notaire. Il est un latiniste reconnu. Il obtient une licence de droit, puis effectue un doctorat en droit. Il est reçu à l'agrégation de droit  comme l'est ensuite son frère, Jacques, futur professeur de droit à Université Paris-Panthéon-Assas.

### Universitaire
Il est professeur à la faculté de droit de Paris (1943), chargé de cours à la faculté de droit de l'Université de Poitiers (1953-1955) après avoir été inscrit comme avocat au barreau de Paris en 1951. Il est ensuite professeur à la faculté de droit de Lille (1955-1968), professeur de droit privé à la faculté de droit de Nanterre et il enseigne à la faculté de droit d'Angers (1968-1972) puis de Paris II-Panthéon-Assas (1973-1989) dont il est fait en 1989 professeur émérite. Il a été reçu docteur honoris causa de l'université d'Oxford.
Auteur d'un manuel de procédure civile, il a participé à la rédaction des Constitutions de plusieurs États d'Europe centrale après la chute du mur de l'Union soviétique.

### Haut fonctionnaire
Résistant gaulliste, Jean Foyer entre en 1944 au cabinet de René Capitant, ministre de l'Éducation nationale, puis de son successeur Paul Giacobbi. Il a aussi travaillé sur les problèmes africains avec Eirik Labonne. Il est secrétaire de la commission d'études de l'Union française à la présidence du Conseil (1947-1951), puis conseiller technique au cabinet de Félix Houphouët-Boigny, ministre d'État (1958-1959) et commissaire du gouvernement auprès du comité consultatif constitutionnel en 1958.

### Parlementaire
Il est député gaulliste (de l'UNR au RPR) de Maine-et-Loire depuis le 7 mars 1959, date à laquelle il remplace Victor Chatenay, nommé membre du Conseil constitutionnel. Constamment réélu, il siège au Palais-Bourbon jusqu'en 1988. Il est président de la commission des Lois constitutionnelles, de la Législation et de l'Administration générale de la République de l'Assemblée nationale (1968-1972 ; 1973-1981). À ce titre, il fut rapporteur de la Loi no 78-17 du 6 janvier 1978 relative à l'informatique, aux fichiers et aux libertés. Cette loi porte son nom. Il est sénateur de la Communauté en 1959.

### Au gouvernement
Jean Foyer est secrétaire d'État chargé des relations avec la Communauté au cabinet de Michel Debré du 5 février 1960 au 18 mai 1961, puis ministre de la Coopération dans le même gouvernement à partir du 18 mai 1961 jusqu'au 15 avril 1962.

#### Garde des Sceaux
Il est garde des Sceaux et ministre de la Justice dans les gouvernements de Georges Pompidou du 14 avril 1962 au 1er avril 1967. 
Le 23 mai 1962, le Haut Tribunal militaire refuse de condamner à mort le général Salan, chef de l'OAS. Rendu furieux, le général de Gaulle refuse de gracier le général Jouhaud condamné le 13 avril 1962 à être fusillé par le Haut Tribunal Militaire sans possibilité de recours en cassation ou en révision. Bravant le général de Gaulle, Jean Foyer accepte de considérer comme suspensif le recours en révision déposé par le bâtonnier Charpentier, le temps que la Cour de cassation confirme qu'un tel recours est impossible. L'exécution est remise et la peine de mort de Jouhaud est commuée en détention criminelle à perpétuité le 28 novembre 1962, sauvant en outre la France d'une crise gouvernementale grave, plusieurs ministres à commencer par le premier, Georges Pompidou, ayant mis leur démission dans la balance.
Jean Foyer est le créateur de la Cour de sûreté de l'État et l'initiateur de plusieurs réformes, avec le concours essentiel du doyen Jean Carbonnier et du professeur François Terré, en matière civile et commerciale : la tutelle et l’émancipation en 1964 ; les régimes matrimoniaux en 1965 ; l’adoption en 1966. D’autres l'ont été lorsqu’il préside la Commission des lois : le statut des incapables en 1969 ; les successions et les libéralités en 1971 ; l’autorité parentale et la filiation en 1972. Parallèlement au code civil, le statut de la copropriété est modernisé en 1965, celui de l’indivision en 1975. Et en matière commerciale, la réforme du droit des sociétés, réalisée par la loi du 24 juillet 1966.
Il relance également la réforme de la procédure civile, entamée sur son initiative alors qu'il était ministre de la Justice, et continuée sous sa direction quand, ayant quitté la Chancellerie, il est nommé en 1969 par le garde des Sceaux, René Capitant, président de la commission de révision du code de procédure civile, dont le doyen Gérard Cornu et le professeur Henri Motulsky étaient des membres éminents.

#### Ministre de la santé
Il est ministre de la Santé publique dans le gouvernement Pierre Messmer (1) du 6 juillet 1972 au 28 mars 1973.
En 1972, l'avocate Gisèle Halimi, qui défend une jeune fille violée ayant avorté (ce qui était illégal), lors du procès de Bobigny, appelle à la barre des personnalités éminentes pour la soutenir, dont Paul Milliez, professeur de médecine et catholique. Ce dernier est certes personnellement opposé à l'avortement, mais il déclare que si sa propre fille avait été violée, il l'aurait aidée à avorter. Il est alors la cible de l'ordre des médecins et est convoqué par Jean Foyer, qui lui aurait dit : « Il ne faut pas que le vice des riches devienne celui des pauvres ».

### Derniers engagements
Le 3 octobre 1975, en tant qu'ancien garde des Sceaux, Jean Foyer publie dans le Figaro une tribune intitulée « des juges contre la justice » dans laquelle il accuse le syndicat de la magistrature d'être en réalité « une organisation subversive gauchiste » ayant pour objectif la conquête du pouvoir au sein de l'institution judiciaire par le biais de l'École nationale de la magistrature. Le syndicat attaque l'ancien ministre et le Figaro en diffamation, l'emporte en première instance, mais perd en appel et en cassation.
En 1985, pour diminuer le nombre d’affaires traitées devant le Conseil d’État, il préconise, en tant que député de l'opposition, la création des juridictions spécifiques d'appel, souhait qui deviendra réalité en 1987 avec l'institution des cours administratives d'appel.
Le 16 avril 2002, à l'occasion du premier tour des élections présidentielles, il déclare son soutien à la candidature de Jean-Pierre Chevènement.
En 2005, il fait partie d'un groupe de juristes signataires d'un appel à l'opposition au traité constitutionnel européen, nommé appel des « 23 », avec entre autres, l'ancien conseiller de François Mitterrand Jean Kahn. Dans ce texte, des juristes et professeurs d’universités principalement, lancent un appel pour le « non » au referendum du 29 mai,

## Distinctions
- Officier de la Légion d'honneur

## Mandats locaux et divers
- Maire de Contigné (1959-2001)
- Député de Maine-et-Loire (1958-1988)
- Président de la Commission des Lois de l'Assemblée Nationale (1973-1981)
- Conseiller général du canton des Ponts-de-Cé (1967-1973)
- Membre du Conseil régional des Pays de la Loire (1973)
- Membre de l'Académie des sciences morales et politiques, élu en 1984 au fauteuil de Marcel Waline.
- Président de l’Institut Charles-de-Gaulle de 1997 à 1998 et président de la Fondation du même nom jusqu'en 2001.

## Extraits de discours
« Vous allez amener le Parlement à porter une atteinte au respect de la vie humaine, et je crains que cette atteinte ne soit suivie de beaucoup d’autres. Déjà, ici et là, autour de nous et même en France, un avenir particulièrement sinistre commence à se dessiner. En France, déjà, nous entendons réclamer la stérilisation des infirmes et de certains handicapés. Plus tard, lorsque dans une France dépeuplée, le nombre des vieillards et des handicapés sera devenu insupportable, parce que disproportionné à celui des actifs, on expliquera à nos successeurs qu’une vie diminuée ou ralentie n’est plus une vie humaine et qu’elle ne vaut plus la peine d’être vécue. »

— Discours à l'Assemblée nationale, 26 novembre 1974

« Malgré une amélioration de sa démographie de 1946 à 1964, la France est et demeurera, comme tous les pays voisins, une terre d'immigration. Comme les Romains du VIe siècle refusaient de servir dans les légions impériales, les Européens du XIXe siècle refusent d'exécuter les besognes pénibles et malpropres. Aujourd'hui comme en ce temps, l'immigration est une nécessité. Peut-être comporte-t-elle les mêmes périls ? Quoi qu'il en soit, une politique de l'immigration s'impose. On n'en discerne pas toujours aisément les traits. Mais quelle que soit cette politique, ceux des immigrés qui n'ont point l'esprit de retour devront s'intégrer dans la Communauté nationale. Notre Droit rénové de la nationalité le leur permettra sans les restrictions inefficaces qui causaient d'inutiles vexations. Au cours de sa longue histoire, la France a été un merveilleux creuset. De Gallo-Romains et de Germains elle a fait des Français. Le projet amendé que nous vous proposons facilitera cette action avec d'autres ethnies. Le racisme est une stupidité odieuse qui a poussé aux plus grands crimes de l'Histoire. »

— Discours à l'Assemblée nationale, 29 septembre 1972
- Jean Foyer était connu pour être un défenseur sourcilleux d'une conception très traditionnelle de la société et de la morale sexuelle, et s'était illustré en 1981 par le combat farouche qu'il mena contre l'abrogation de l'alinéa 2 de l'article 331 du Code pénal, article hérité du régime de Vichy qui maintenait à dix-huit ans l'âge de consentement pour les relations homosexuelles (alors qu'il était de quinze ans pour les relations hétérosexuelles). Lors du débat le 20 décembre 1981, il craignait que l'abrogation de cette loi n'adoube le « vieillard lubrique qui sodomise un gamin de quinze ans ». Aussi, il demandait : « la fameuse liberté dont on nous rebat les oreilles ne serait-elle que le droit qu'ont les ogres de dévorer les petits poucets ? »[13].

« L'homme tire sa dignité et sa sécurité de son emploi, la femme doit l'une et l'autre au mariage. »

— Jean Foyer, alors ministre de la Justice, février 1973

## Filmographie
- La Loi (2014), téléfilm de Christian Faure, joué par Olivier Claverie